# Robin Tihi
Robin Amin Tihi (Danderyd, 16 marzo 2002) è un calciatore svedese naturalizzato finlandese, difensore dell'Al-Ahli Doha.

## Biografia
È nato e cresciuto in Svezia da padre marocchino e madre finlandese. Per questo motivo è stato selezionabile da tutte e tre le nazionali, ma nel 2020 ha finito per optare per la Finlandia Under-21.

## Carriera

### Club
Cresciuto nel settore giovanile dell'AIK, è stato promosso in prima squadra nel giugno 2020, a pochi giorni dall'inizio del campionato svedese, che era stato posticipato per via della pandemia di COVID-19. Il suo esordio in Allsvenskan è avvenuto alla prima giornata, con una vittoria, il 14 giugno per 0-2 sul campo dell'Örebro, partita in cui Tihi ha giocato titolare, aprendo anche le marcature con un gol su colpo di testa. Nella prima parte di stagione ha totalizzato 13 presenze, di cui 10 da titolare.
Tuttavia, complice un deludente posizionamento in classifica da parte della squadra, la dirigenza ha esonerato l'allenatore Rikard Norling e rilevato nuovi giocatori, tra cui i difensori Sotirios Papagiannopoulos e Mikael Lustig. Sotto la guida del nuovo tecnico Bartosz Grzelak, Tihi non ha più trovato spazio, tanto che dopo la prima giornata di ritorno non è stato più utilizzato neppure per un minuto.
Al fine di fargli trovare maggiore spazio, per il campionato 2021 è stato girato in prestito all'AFC Eskilstuna, nella seconda serie nazionale, dove ha giocato con regolarità dal primo minuto.
Tihi ha poi trascorso in prestito anche la stagione 2022, durante la quale ha vestito i colori dell'IFK Värnamo, club neopromosso alla prima partecipazione in Allsvenskan. In quel campionato ha disputato 28 partite, di cui 27 da titolare.
Dopo queste due annate in prestito, è rientrato all'AIK, dove si è imposto come difensore centrale titolare in gran parte delle partite, anche se a livello di risultati la squadra ha stazionato nelle zone basse della classifica.
Il 15 agosto 2023 è stato ufficialmente acquistato dall'Al-Ahli Doha, squadra della capitale del Qatar, in cambio di una somma che i media svedesi hanno quantificato in 23 milioni di corone (circa due milioni di euro), ma che il sito ufficiale dell'AIK, al netto di compensi degli agenti e altri costi di vendita, ha compreso tra i 10 e i 20 milioni di corone.

### Nazionale
Ha giocato nella nazionale svedese Under-17 e in quella finlandese Under-21.
Il 12 gennaio 2023, in occasione dell'amichevole contro l'Estonia, ha disputato la sua prima partita con la maglia della nazionale maggiore finlandese.

## Statistiche

### Presenze e reti nei club
Statistiche aggiornate al 3 luglio 2022.
| Stagione        | Squadra         | Campionato      | Campionato | Campionato | Coppe nazionali | Coppe nazionali | Coppe nazionali | Coppe continentali | Coppe continentali | Coppe continentali | Altre coppe | Altre coppe | Altre coppe | Totale | Totale |
| Stagione        | Squadra         | Comp            | Pres       | Reti       | Comp            | Pres            | Reti            | Comp               | Pres               | Reti               | Comp        | Pres        | Reti        | Pres   | Reti   |
| --------------- | --------------- | --------------- | ---------- | ---------- | --------------- | --------------- | --------------- | ------------------ | ------------------ | ------------------ | ----------- | ----------- | ----------- | ------ | ------ |
| 2020            | AIK             | A               | 13         | 1          | CS              | 3               | 0               |                    | -                  | -                  |             | -           | -           | 16     | 1      |
| gen.-mar. 2021  | AIK             | A               | -          | -          | CS              | 3               | 0               |                    | -                  | -                  |             | -           | -           | 3      | 0      |
| mar.-dic. 2021  | AFC Eskilstuna  | S1              | 28         | 2          | CS              | 1               | 1               |                    | -                  | -                  |             | -           | -           | 29     | 3      |
| 2022            | IFK Värnamo     | A               | 12         | 0          | CS              | 2               | 0               |                    | -                  | -                  |             | -           | -           | 14     | 0      |
| Totale carriera | Totale carriera | Totale carriera | 53         | 3          |                 | 9               | 1               |                    | -                  | -                  |             | -           | -           | 62     | 4      |